# Abeocutá
Abeocutá (em iorubá: Abẹ́òkúta) é a capital do estado de Ogum, na Nigéria. Localiza-se no sudoeste do país. Tem cerca de 751 mil habitantes.

## História
Foi fundada em 1830 como baluarte contra a invasão de daomeanos vindos do território do actual Benim. Os seus habitantes adoptaram a educação de tipo ocidental após a chegada de missionários europeus em 1847, e, durante algum tempo, a cidade foi a mais populosa da África Ocidental.

## Economia
Abeocutá possui actualmente muitos artesãos tradicionais, tais como ferreiros, carpinteiros, oleiros e tintureiros, e importantes indústrias, como a exploração de pedreiras, os plásticos, o processamento de alimentos e o fabrico de cerveja. Todavia, a maioria da população ainda trabalha na produção do cacau e óleo de palma, utilizado nas margarinas e gorduras alimentares.

## Personalidades
- Wole Soyinka (1934), prémio Nobel da Literatura de 1986
- Fela Kuti (1938), músico e o criador do Afrobeat